# Victor François Marie Perrin de Bellune
Victor François Marie Perrin de Bellune (Milaan, 24 oktober 1796 - Parijs, 23 december 1853) was een Frans politicus ten tijde van het Tweede Franse Keizerrijk.
Op 9 februari 1853 werd Perrin de Bellune door keizer Napoleon III benoemd tot senator. Hij zou in de Senaat blijven zetelen tot zijn overlijden op 23 december 1853. Met 318 dagen als senator is hij een van de kortst zetelende senatoren geweest.
Hij was tevens de derde hertog van Belluno. Het was keizer Napoleon I die zijn grootvader maarschalk Claude Victor-Perrin deze titel had toegekend in september 1808.
- Bibliothèque nationale de France: cb10728769m (data)
- Gemeinsame Normdatei: 115753648
- International Standard Name Identifier: 0000 0000 1420 6908
- Virtual International Authority File: 51680898
- WorldCat: E39PBJwHdvckKXQpmrHFpj3vpP